# Torö socken
Torö socken i Södermanland ingick i Sotholms härad, ingår sedan 1974 i Nynäshamns kommun och motsvarar från 2016 Torö distrikt.
Socknens areal är 28,59 kvadratkilometer, varav 28,58 land. År 2000 fanns här 512 invånare. Gården Herrhamra, orterna Landsort och Ankarudden samt sockenkyrkan Torö kyrka ligger i socknen. 

## Administrativ historik
Torö församling utbröts på 1600-talet ur Sorunda socken och hade en kaplan sedan omkring 1650, men blev en jordebokssocken först 1889. I samband med detta överfördes byarna Herrhamra, Norrskog, Oxnö, Storbyn, Svärdsö, Trävik, Västankärr, Västerbyn och Öja från Sorunda socken till den nybildade socknen.
Vid kommunreformen 1862 övergick socknens ansvar för de kyrkliga frågorna till Torö församling och för de borgerliga frågorna till Torö landskommun. Landskommunen inkorporerades 1952 i Ösmo landskommun som 1974 uppgick i Nynäshamns kommun. Församlingen uppgick 2006 i Ösmo-Torö församling.
1 januari 2016 inrättades distriktet Torö, med samma omfattning som församlingen hade 1999/2000.
Socknen har tillhört län, fögderier, tingslag och domsagor enligt vad som beskrivs i artikeln Sotholms härad. De indelta båtsmännen tillhörde Första Södermanlands båtsmanskompani.

## Geografi och natur

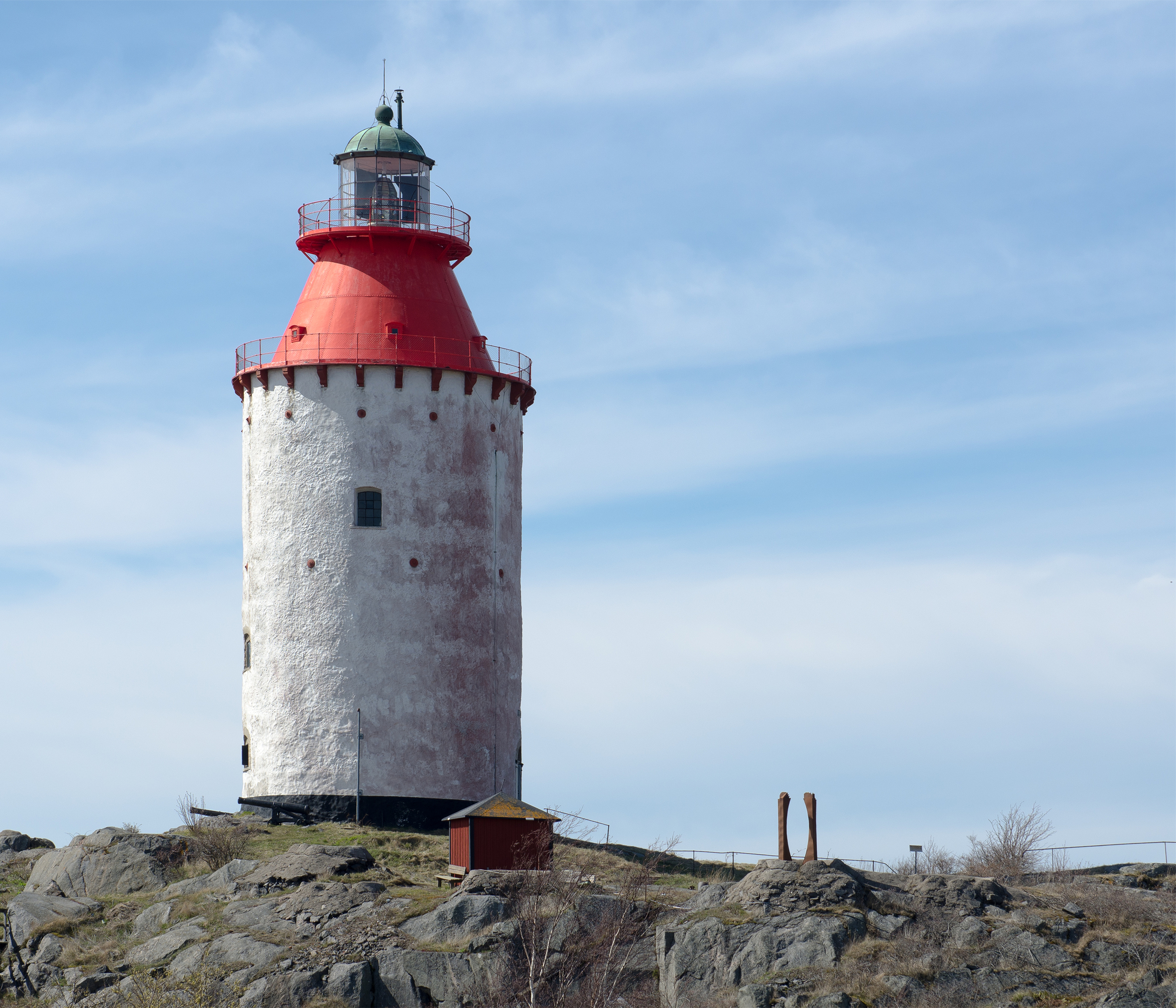
Landsorts fyr.

Torö socken på Södertörns sydspets ligger sydost om Nynäshamn och omfattar öarna Torö, Svärdsö, Oxnö och Landsort (Öja) och andra mindre öar. Socknen består av kuperad bergig och skogig natur med bara mindre uppodlade stråk.
Det finns fyra naturreservat i socknen. Reveludden och Ören ingår i EU-nätverket Natura 2000 medan Revskär och Öja-Landsort är kommunala naturreservat.
En sätesgård var Herrhamra herrgård.

## Fornlämningar
Från bronsåldern finns gravrösen. Från järnåldern finns två gravfält. På Öja finns en labyrint.

## Befolkningsutveckling
Befolkningen ökade från 420 1810 till 473 1880 varefter den minskade till 397 1910. 1920 uppgick folkmängden till 596 invånare för att därefter minska till 303 invånare 1970. Till 1990 hade folkmängden på nytt ökat till 461 invånare.

## Namnet
Önamnet (1335, Thoro) innehåller thor(a), ett höjbetecknande ord.